# Osvaldo Domínguez Dibb
Julio Osvaldo Domínguez Dibb (Luque, 5 de agosto de 1940-Asunción, 2 de febrero de 2024), también conocido por las siglas ODD, fue un dirigente deportivo, empresario y político paraguayo que ejerció como presidente del Club Olimpia de 1973 a 1974, de 1976 a 1990 y de 1996 a 2004. Sus mandatos son principalmente reconocidos por las victorias del equipo en la Copa Libertadores de 1979, la Copa Intercontinental de 1979, la Copa Libertadores de 1990 y la Copa Libertadores de 2002.
Domínguez también se desenvolvió en la política, buscando ser electo a una variedad de cargos a través de los años, siempre aliado al stronismo, aunque solo logró ser brevemente presidente del Partido Colorado en 2008.

## Biografía
Se desempeñó como presidente del Club Olimpia en los períodos 1976-1990 y 1996-2004. Bajo su presidencia, Olimpia conquistó 13 ligas nacionales, 1 Copa República, 1 Copa Intercontinental, 3 Copas Libertadores de América, 2 Recopa Sudamericana y 1 Copa Interamericana. Por tales logros es reconocido como el dirigente más ganador de Sudamérica. Acuñó una popular frase: «La gloria no tiene precio», la cual es mentada con frecuencia por los aficionados del equipo franjeado.
Fue apodado El Tigre así como también ODD por las siglas de su nombre completo. 
Fue propietario de varias empresas en Paraguay, como el Grupo Nación de Comunicaciones (diarios La Nación y Crónica, las radios 970 AM y Montecarlo), el hotel Crowne Plaza en Asunción, también de diferentes desarrollos inmobiliarios (Karmar Inmobiliaria), fábrica de tapas (Atlántida S.A), negocios gastronómicos (Lo de Osvaldo, Wilson restaurant) y una tabacalera (Tabacalera Boquerón S.A.) entre otros.
Osvaldo Domínguez Dibb hizo una gran fortuna en tiempos de la dictadura de Alfredo Stroessner ya que su hermano, Humberto Domínguez Dibb, se casó con la hija del general.[cita requerida] Su patrimonio neto giraba alrededor de los 400 millones de dólares.
En 2002 pugnó en las elecciones primarias del Partido Colorado para candidato de dicha organización política en las presidenciales nacionales.
Es padre de seis hijos, entre ellos: Julio Osvaldo, Diana Haidee Geraldine, Astrid Vivian Desiree, Alejandro Guillermo, actual presidente de la Conmebol, Cristian Gustavo y Eduardo Emilio Olav.
En 2020 presentó su libro autobiográfico titulado Memorias de la Gloria, Mi Vida, un repaso a su vida y a su aporte al fútbol paraguayo como presidente del Club Olimpia.
Falleció el 2 de febrero de 2024 a los 83 años,  luego de haberse internado en un sanatorio privado el día anterior por complicaciones de salud en Asunción.